# Michał Butkiewicz
Michał Butkiewicz (n. 18 august 1942, Varșovia, Guvernământul General) este un scrimer polonez, medaliat olimpic. A participat la o ediție a Jocurilor Olimpice (1968) în care a câștigat o medalie de bronz.

## Participări
Lista de mai jos prezintă principalele competiții la care a participat Michał Butkiewicz de-a lungul carierei.
- fencing at the 1968 Summer Olympics – men's team épée[*]